# Serhij Nazarenko
Serhij Jurijovitj Nazarenko (på ukrainsk: Сергій Юрійович Назаренко) (født 16. februar 1980 i Kirovohrad, Sovjetunionen) er en ukrainsk tidligere fodboldspiller, der spillede som midtbanespiller. Han spillede størstedelen af sin karriere i hjemlandet hos FC Dnipro, og blev indlemmet i førsteholdstruppen i 2003.

## Landshold
Nazarenko nåede 56 kampe og scorede 12 mål for Ukraines landshold, som han debuterede for 11. oktober 2003 i et opgør mod Makedonien. Han var en del af den ukrainske trup der nåede kvartfinalerne ved VM i 2006 i Tyskland.